# 同感
是一部2022年上映的韓國青春愛情電影，翻拍自2000年金荷娜、劉智泰主演的同名電影《愛的空間》，由電影《告白》、《超人》導演徐恩英執導，呂珍九、趙怡賢、金惠允、羅人友及裴仁赫主演。影片講述因偶然的機會通過無線電對講機進行對話的兩名男女，在各自生活的時代所發生的愛情和友情的故事，是一部關於穿越時代進行溝通的男女之間深情又新鮮的感性愛情電影。2022年11月16日在韓國上映，台灣上映時間確定為2022年12月23日。

## 劇情概要
1999年3月，在充滿對新學期心動的韓國大學校園裡，在讀機械工學系的三年級學生金勇（呂珍九飾）在朋友的拜託下，見到了傳聞中作為全體工科學生第一入學的新生，她的名字叫徐韓率（金惠允飾）。在女生比例並不高的工科大學裡，母胎單身的勇很快就被韓率吸引住了，為了吸引她的注意，勇和朋友借來了HAM無線對講機。
另一邊是2022年的韓國大學，21級學生金慕妮（趙怡賢飾）的課題作業是採訪身邊的人物，但她不知道要在哪裡、如何、講述誰的故事，於是她拿出了家裡閒置已久的HAM無線對講機⋯⋯“CQ、CQ，能聽到我的聲音嗎？”
月全食發生的那天，跨越時空奇蹟般連結在一起的“勇”和“慕妮”傾訴彼此的愛情和友情故事，因此積累了特別的感情⋯⋯

## 演員陣容

### 主要人物
- 呂珍九 飾演 金勇，1995級機械工程學系的復讀大學生，生活在1999年（原作中金荷娜的角色）
- 趙怡賢 飾演 金紋妮，2021級社會學系大學生，生活在2022年（原作中劉智泰的角色）
- 金惠奫 飾演 徐韓率，金勇的初戀（原作中朴埇佑的角色）
- 羅人友 飾演 吳英志，紋妮多愁善感的男閨蜜（原作中河智苑的角色）
- 裴仁赫 飾演 金恩成，和金勇同個科系的好友[7]（原作中金敏珠（朝鲜语：김민주 (배우)）的角色）

### 其他人物
- 盧才元（朝鲜语：노재원 (배우)） 飾演 周根泰，助教、金勇的朋友[8]
- 南敏佑（朝鲜语：남민우 (배우)） 飾演 朴南海，金勇的好友[9]
- 申柱协（朝鲜语：신주협） 飾演 朴萬秀，金勇和南海的同學[9]
- 吕朱河 飾演 李宥真
- 林宥彬（朝鲜语：임유빈） 飾演 李善珠，紋妮的至親[10]
- 金寶侖 飾演 韓汝凜
- 朴书厚（朝鲜语：박서후） 飾演 酒馆员工
- 吴承姬 飾演 英志的朋友

### 特別出演
- 劉宰明 飾演 守衛
- 朴河宣 飾演 社會學教授[11]

## 原聲帶
- Part.1（發行日期：2022年10月1日）

| 曲序 | 曲目                          | 演唱     | 时长 |
| ---- | ----------------------------- | -------- | ---- |
| 1.   | Crazy for You（原唱：朴相敏） | N.Flying | 2:57 |
| 2.   | Crazy for You（Inst.）        |          | 2:57 |

- Part.2（發行日期：2022年10月16日）

| 曲序 | 曲目                 | 演唱 | 时长 |
| ---- | -------------------- | ---- | ---- |
| 1.   | 告白（原唱：朴慧京） | Chuu | 4:04 |
| 2.   | 告白（Inst.）        |      | 4:04 |

- Part.3（發行日期：2022年11月4日）

| 曲序 | 曲目                            | 演唱   | 时长 |
| ---- | ------------------------------- | ------ | ---- |
| 1.   | Bye Bye（原唱：Roller Coaster） | meenoi | 3:45 |
| 2.   | Bye Bye（Inst.）                |        | 3:45 |

- Part.4（發行日期：2022年11月6日）

| 曲序 | 曲目                              | 演唱   | 时长 |
| ---- | --------------------------------- | ------ | ---- |
| 1.   | 萤火虫（Firefly）（原唱：申亨媛） | 李茂珍 | 3:18 |
| 2.   | 萤火虫（Firefly）（Inst.）        |        | 3:18 |

- Part.5（發行日期：2022年11月14日）

| 曲序 | 曲目                                  | 演唱  | 时长 |
| ---- | ------------------------------------- | ----- | ---- |
| 1.   | Come on baby tonight（原唱：FIN.K.L） | VIVIZ | 3:29 |
| 2.   | Come on baby tonight（Inst.）         |       | 3:29 |

- Part.6（發行日期：2022年11月16日）

| 曲序 | 曲目                   | 演唱 | 时长 |
| ---- | ---------------------- | ---- | ---- |
| 1.   | Letter（原唱：金光辰） | 潤荷 | 4:25 |
| 2.   | Letter（Inst.）        |      | 4:25 |

- Part.7（發行日期：2022年11月25日）

| 曲序 | 曲目                    | 演唱   | 时长 |
| ---- | ----------------------- | ------ | ---- |
| 1.   | For you（原唱：任宰範） | 黃致列 | 4:02 |
| 2.   | For you（Inst.）        |        | 4:02 |

## 製作及宣傳
- 本片於2022年5月15日舉行劇本圍讀和告祀儀式，並於5月底開機拍攝。[12]
- 2022年11月2日，為了表示對梨泰院踩踏事故的哀悼，片方宣佈取消原定於11月8日VIP試映會前進行的拍照環節。[13]

## 反響

### 票房
上映首日（11月16日）吸引5萬6744名觀眾到影院觀影，為最近三年開映票房最好的韓國本土愛情電影，列單日票房第三。上映第一個週末（11月18日至11月20日）累計動員17萬7459名觀眾，位列週末票房第三位。

### 專業評價
電影雜誌Cine21記者李慈妍認為這部電影讓她彷彿重新發現了保管在厚重小說裡的花書籤。
電影專欄作家李智慧評價說，雖然這部電影通過跨越時空的幻想和現實碰撞，高喊“不要忘記夢想和愛情”的口號，但卻讓人感到空虛，因為不管是1999年還是2022年的現實都沒有呈現在電影中。無論是歷史考證或是描繪時代氛圍都失敗了1999年讓人感覺是乾癟，2021年感覺更淒慘。21級的大學生吐出不符合時代的感嘆詞，雖是強調真心的力量，但很難在說著如廣告詞一般蒼白無力台詞的主人公身上看到如今年輕人的身影。

## 外部鏈接
- NAVER上《同感》的資料
- Daum上《同感》的資料

- 韩国电影数据库（KMDb）上《同感》的資料
- 互联网电影数据库（IMDb）上《同感》的资料（英文）
- 開眼電影網上《同感》的資料（繁體中文）
- Yahoo奇摩電影上《同感》的資料（繁體中文）
- 豆瓣电影上《同感》的資料 （简体中文）